# 一元製薬
一元製薬株式会社（いちげんせいやく）は、漢方薬の製造・販売を専門に手がける企業である。製薬業。
1953年（昭和28年）に創業。東京都豊島区要町3-4-10に本社を置く。埼玉県戸田市美女木向田1136-4に工場がある。近年は通信販売で同社の製品を販売する会社もある。
2023年12月、「製造方法について、承認書の記載からの逸脱が判明」したとして多くの製品が回収されることとなった。これにより漢方薬の販売継続が困難となり、2024年3月31日付で清算（廃業）となった。

## 製品
- 大黄錠（便秘薬）
- 四物湯[6]

他多数